# Quando o Amor Fala
Quando o Amor Fala é um filme mudo português de comédia, com intertítulos, realizado por Georges Pallu em 1921. Produzido pela Invicta Film e distribuído pela Castello Lopes, o filme teve a sua estreia a 28 de setembro de 1921 no Cinema Condes, em Lisboa.
Desconhece-se o paradeiro de qualquer material fílmico deste título.

## Elenco
- Duarte Silva  ·  Pancrácio Xavier
- Maria Campos  ·  Conegundes Xavier
- Maria de Oliveira  ·  Gracinda
- Rafael Marques  ·  Júlio Santos